# Nissan GT-R
Nissan GTR är en bil från Nissan.
Den började produceras 2007 i Tochigi i Japan och är en 2-dörrars coupé som efterträder Nissan Skyline GTR. Nissan byggde en helt ny plattform till sin GTR-modell istället för att basera den på Nissan Skyline-modellen. Som sina föregångare från 90-talet har Nissan GTR avancerad fyrhjulsdrift. Man har övergett RB26-motorn och ersatt den med 3,8 liters V6 med dubbelturbo. Motorn ger 480 hk vilket dock sägs vara en underskattad siffra precis som i tidigare GTR modeller.[källa behövs] En spekulation kring sammanhanget är en egenskap hos GTR som Jeremy Clarkson (Top Gear) framhåller, att varje motor som säljs i en ny GTR är handgjord och därav är ingen exakt lik den andra, motoreffekten kan variera. 2011 gjordes ett "facelift" som bland annat inkluderade nya L.E.D lampor i fronten samt små aerodynamiska förändringar. Effekten ökades från 480 hk till 530 hk. 